# Phyllopetalia pudu
Phyllopetalia pudu é uma espécie de libelinha da família Austropetaliidae.
Pode ser encontrada nos seguintes países: Argentina e Chile.
Os seus habitats naturais são: rios.
Está ameaçada por perda de habitat.